# Lesmone
Lesmone là một chi bướm đêm thuộc họ Erebidae.

## Loài
- Lesmone detrahens Walker, 1858
- Lesmone formularis Geyer, 1837
- Lesmone fufius Schaus, 1894
- Lesmone griseipennis Grote, 1882
- Lesmone hinna Geyer, 1837